# Мішель Санд
Мішель Санд (фр. Michèle Sand) — французька акторка кіно.
Відома ролями у фільмах «Якби Дон Жуан був жінкою» та «Іграшка».

## Фільмографія
| Рік  |   | Українська назва                        | Оригінальна назва | Роль                                      |
| ---- | - | --------------------------------------- | ----------------- | ----------------------------------------- |
| 1972 | с | Я Тібо                                  |                   | епізод № 1.2: Рінетт                      |
| 1973 | ф | Якби Дон Жуан був жінкою                |                   | Лепорелла                                 |
| 1974 | ф | Все життя                               |                   |                                           |
| 1974 | с | Граф Йостер має честь                   |                   | епізод № 4.5: Лаура Баронін фон Вагенхайм |
| 1976 | с | Нік Верлен або Як вкрасти Ейфелеву вежу |                   | Мірей                                     |
| 1976 | с | Прощавай                                | Adios             | міні-серіал режисера Андре Мішеля         |
| 1976 | ф | Іграшка                                 |                   | Ніколь Перрен                             |
| 1977 | с | Фолі Оффенбах                           |                   | епізод Красуня Хелен Мішель Буаронд       |
| 1984 | с | Алло, Беатріс!                          |                   |                                           |
| 1984 | ф | Нічна варта                             |                   | Помічниця офісу                           |